# THAICOM-1
THAICOM-1 (również: THAICOM-1A) – pierwszy tajlandzki geostacjonarny satelita telekomunikacyjny; pracował z pozycji orbitalnej 78,5°E. Na przełomie maja i czerwca 1997 został przesunięty na pozycję 120°E, i przemianowano go na Thaicom 1A. Planowy czas działania satelity wynosił 13,5 roku. Wyłączony i wycofany na orbitę cmentarną 12 stycznia 2010 roku, po 16 latach pracy. Wystrzelony razem z satelitą DirecTV 1.

## Budowa i działanie
Wobec wzrastających rodzimych potrzeb telekomunikacyjnych, rząd Tajlandii postanowił stworzyć pierwszy krajowy system łączności satelitarnej. W tym celu w październiku 1991 firma Shinawatra Computer and Communications Co. Ltd. (SC&C) zamówiła u amerykańskiej Hughes Space and Communications Company dwa satelity telekomunikacyjne. Król Tajlandii, Bhumibol Adulyadej, zdecydował, że system telekomunikacyjny będzie miał nazwę Thaicom', co miało sugerować połączenie Tajlandii z nowoczesnymi środkami łączności. Satelity otrzymały więc nazwy Thaicom-1 i Thaicom-2. Zdecydowano się na lekkie popularne modele HS-376, w wariancie L, które miały być dostarczone, odpowiednio, w 24 i 28 miesięcy. Hughes zbudował również stację kontroli i odbioru w prowincji Nonthaburi. Statek pozostawał własnością rządową - przekazany ministerstwu informatyzacji, łączności  i technologii 22 lutego 1994.
Satelita posiadał trzy transpondery pasma Ku, w tym jeden zapasowy, zasilany 47 watową lampą o fali bieżącej. Pozwalało to uzyskać EIRP o wartości 50 dBW. Dodatkowo przenosił 12 transponderów pasma C, w tym 2 zapasowe, korzystające z 11 watowych wzmacniaczy. Zapewniały one większe pokrycie terytorialne (od Japonii po Singapur), przy EIRP od 33 do 38 dBW.
Zasilanie satelity pochodziło z akumulatorów niklowo-wodrowych, ładowanych przez krzemowe ogniwa słoneczne o mocy 800 W. 

## Wyłączenie
Kontrakt przewidywał gwarancję 13,5 roku działania, wobec normalnych 8-10 lat dla modeli HS-376. Satelita zakończył misję w 2010 roku.
W 2009 roku zbliżające się wyłączenie satelity, również THAICOM-a 2, wywołało kilka problemów. Licencja na użytkowanie satelitów wydana została przez ministerstwo firmie Thaicom, a ta udzieliła jej firmie Shin. Shin miała 41,27% udziałów w Thaicom, a Shin, po sprzedaży, była w 96% własnością hongkońskiego państwowego funduszu inwestycyjnego Temasek (poprzez spółki Cedar Holdings i Aspen Holdings). Temasek odmówił zgody Thaicomowi na budowę nowego satelity mającego zastąpić starzejącego się THAICOM-1. Temasek i Shin zaleciły Thaicomowi maksymalizację wykorzystania pozostałych satelitów i wskazania innych możliwości rozwiązania problemu.
Thaicom wszczał więc konsultacje z ministerstwem informatyzacji i łączności na temat możliwości wynajęcia przepustowości na satelitach zagranicznych, aby zapewnić ciągłość usług dla klientów użytkujących THAICOM-a 1. Korzystały z niego również tajlandzkie wojsko i służby bezpieczeństwa. Licencja nie wskazywała też, czy Thaicom ma obowiązek zastąpić starego satelitę nowym egzemplarzem.
Rząd Yinglucka Shinawatry 20 września 2012 roku zezwolił na zajęcie pierwotnej pozycji (tzw. slotu) 78,5°E przez kongkońskiego satelitę Asiasat 6, aby slot, z uwagi na nieużywanie, nie musiał zostać zwrócony pod zarząd Międzynarodowej Unii Telekomunikacyjnej, odpowiedzialnej za ich rozdzielanie.